# Koń plamisty
Koń plamisty, koń pstry (Hemibarbus maculatus) – gatunek słodkowodnej ryby z rodziny karpiowatych (Cyprinidae). Występuje w Azji (Chiny, Korea, Japonia i dorzecze Amuru) – w jeziorach, potokach i strumieniach o umiarkowanym nurcie i piaszczystym dnie. W kilku krajach został zawleczony z innymi rybami i wypiera lokalne gatunki. 
Kształt i ubarwienie podobne do kiełbi. Na każdym z boków widnieje 7–11 ciemnych plam. Osiąga przeciętnie 30 cm, maksymalnie 47 cm długości przy masie ciała do 1,7 kg. W płetwie grzbietowej występuje mocny kolec o długości równej wysokości ciała ryby.
Podobnie jak inne gatunki z rodzaju Hemibarbus, również nazywane końmi, posiada trójszeregowe zęby gardłowe i jedną parę wąsików.
Żywi się owadami, mięczakami i skorupiakami.